# Oda Katsunaga
Oda Katsunaga est un nom japonais traditionnel ; le nom de famille (ou le nom d'école), Oda, précède donc le prénom (ou le nom d'artiste).
Oda Katsunaga (織田 勝長, 1568-21 juin 1582) est un samouraï de l'époque Sengoku et du début de l'époque Azuchi Momoyama, cinquième fils d'Oda Nobunaga.

## Biographie
Très jeune, Katsunaga, alors appelé « Gobomaru », est donné pour adoption à Toyama Kageto et à son épouse, dame Otsuya au château d'Iwamura. Dame Otsuya est la tante d'Oda Nobunaga. En 1572, le château est pris par les forces Takeda commandées par Akiyama Nobutomo et Gobomaru, alors âgé de 4 ans, devient otage des Takeda. Takeda Katsuyori retourne Gobomaru (Katsunaga) au clan Oda en 1581, où il a autorité par délégation sur le château d'Iwamura. Un an plus tard, Katsunaga accompagne son père au Honnō-ji. Lorsque Akechi Mitsuhide attaque le Honnō-ji et tue Nobunaga, Katsunaga est également tué en défendant le palais Nijō (Nijō-gosho).
Oda Katsuyoshi, fils de Katsunaga, devient vassal d'Oda Nobukatsu; plus tard, Katsuyoshi devient vassal du clan Maeda du domaine de Kaga.

## Famille
- Père : Oda Nobunaga (1536-1582)
- Frères :
  - Oda Nobutada (1557-1582)
  - Oda Nobukatsu (1558-1630)
  - Oda Nobutaka (1558-1583)
  - Hashiba Hidekatsu (1567-1585)
  - Oda Katsunaga (1568-1582)
  - Oda Nobunhide (1571-1597)
  - Oda Nobutaka (2) (1576-1602)
  - Oda Nobuyoshi (1573-1615)
  - Oda Nobusada (1574-1624)
  - Oda Nobuyoshi (décès en 1609)
  - Oda Nagatsugu (décès en 1600)
  - Oda Nobumasa (1554-1647)
- Sœurs :
  - Tokuhime (1559-1636)
  - Fuyuhime (1561-1641)
  - Hideko (décès en 1632)
  - Eihime (1574-1623)
  - Hōonin
  - Sannomarudono(décès en 1603)
  - Tsuruhime
- Fils : Oda Katsuyoshi

## Source de la traduction
- (en) Cet article est partiellement ou en totalité issu de l’article de Wikipédia en anglais intitulé « Oda Katsunaga » (voir la liste des auteurs).